# Першинг (округ)
Першинг (англ. Pershing County) — округ, расположенный в штате Невада (англ. Nevada) с населением в 6.736 человек по данным переписи 2005 года. Административный центр округа — город Ловлок. Округ Першинг был выделен в 1919 году из территориального состава округа Гумбольдт, получил своё название по имени генерала Джона Першинга (John Pershing) и является самым молодым округом штата Невада.

## География
По данным Бюро переписи населения США округ Першинг имеет общую площадь в 6.068 квадратных миль (15.715 квадратных километров), из которых 15.635 км² занимает земля и 80 км² — вода (0.51 % от общей площади).

### Соседние округа
- Уошо — запад
- Гумбольдт — север
- Ландер — восток
- Черчилл — юг

## Демография
По данным переписи населения 2000 года в округе Уошоу проживало 6.693 человека, 1.383 семей, насчитывалось 1.962 домашних хозяйства и 2.389 единиц сданного жилья. Средняя плотность населения составляла 0,43 человека на один квадратный километр. Расовый состав округа по данным переписи распределился следующим образом: 77,69 % белых, 5,35 % афроамериканцев, 3,42 % коренных американцев, 0,63 % азиатов, 0,22 % выходцев с тихоокеанских островов, 3,30 %
смешанных рас и 9,38 % — других народностей. 19,33 % населения составляли выходцы из Испании или стран Латинской Америки.
38,40 % от всего числа зарегистрированных семей имели детей в возрасте до 18 лет, проживающих вместе с родителями, 57,20 % представляли собой супружеские пары, живущие вместе, в 7,30 % семей женщины проживали без мужей, а 29,50 % семей не являлись семьями как таковыми. 24,30 % всех зарегистрированных домашних хозяйств представляли одиночки, при этом 8,60 % составили одиночки старше 65 лет. Средний размер домашнего хозяйства составил 2,69 человека, средний размер семьи — 3,22 человека.
Население округа по возрастному диапазону по данным переписи 2000 года распределилось следующим образом: 25,70 % — жители младше 18 лет, 8,50 % — между 18 и 24 годами, 36,00 % — от 25 до 44 лет, 22,10 % — от 45 до 64 лет, 7,80 % — старше 65 лет. Средний возраст жителей округа при этом составил 34 года. На каждые 100 женщин приходилось 158,80 мужчин, при этом на каждых сто женщин 18 лет и старше приходилось 182,10 мужчин также старше 18 лет.
Средний доход на одно домашнее хозяйство в округе составил 40.670 долларов США, а средней доход на одну семью в округе — 46.268 долларов США. При этом мужчины имели средний доход 34.417 долларов США в год против 24.301 доллар США среднегодового дохода у женщин.
Доход на душу населения в округе составил 16.589 долларов США в год. 10,20 % от всего числа семей в округе и 11,40 % от всей численности населения находилось на момент переписи населения за чертой бедности, при этом 14,20 % из них были моложе 18 лет и 5,60 % — в возрасте 65 лет и старше.

## Города и посёлки
- Имлэй
- Ловлок
- Милл-Сити
- Юнионвилл